# قرغيزستان
قرغيزستان أو قِرغيزِيا أو قيرغيزستان (بالقيرغيزية: Кыргызстан)‏ وتعرف رسميا باسم الجمهورية القرغيزية (بالقيرغيزية: Кыргыз Республикасы)‏ (بالروسية: Кыргызская Республика) (بالعربية: الجمهورية القرغيزية)، ولها تسميات أخرى أيضا (بالعربية: قرغيزيا)، (بالإنجليزية: Kirghizia)‏، (بالروسية: Киргизия). هي دولة ذات تضاريس جبلية غير ساحلية تقع في آسيا الوسطى. تحدها كازاخستان شمالا، أوزبكستان من الغرب والجنوب الغربي، طاجيكستان من الجنوب الشرقي والصين شرقا. عاصمتها وأكبر مدنها هي مدينة بيشكك.
يمتد تاريخ قرغيزستان المدون لأكثر من 2000 سنة، ويشمل مجموعة متنوعة من الثقافات والإمبراطوريات. وعلى الرغم من أن قرغيزستان معزولة جغرافيا بسبب تضاريسها الجبلية العالية، التي ساعدت على الحفاظ على ثقافتها القديمة، إلا أنها كانت على مفترق طرق بين عدة حضارات عظيمة جزءًا من طريق الحرير وغيره من الطرق التجارية والثقافية. وقعت قرغيزستان تحت السيطرة الأجنبية عدة مرات ولم تحصل على سيادة الدولة القومية إلا بعد تفكك الاتحاد السوفيتي عام 1991.
منذ إعلان استقلالها أصبحت الدولة ذات سيادة ودولة مركزية جمهورية برلمانية، على الرغم من أنها لا تزال تعاني من الصراعات العرقية والثورات والمتاعب الاقتصادية والحكومات الانتقالية والصراع السياسي. قرغيزستان عضو في رابطة الدول المستقلة، الاتحاد الاقتصادي الأوروآسيوي، منظمة معاهدة الأمن الجماعي، منظمة شنغهاي للتعاون، منظمة التعاون الإسلامي، المجلس التركي، المنظمة الدولية للثقافة التركية والأمم المتحدة.
يشكل القرغيز غالبية سكان البلاد البالغ عددهم ستة ملايين نسمة، ويليهم أقليات كبيرة من الأوزبك والروس.
على الرغم من انتشار اللغة الروسية على نطاق واسع واعتبارها لغة رسمية في قرغيزستان إلا أن اللغة القرغيزية ترتبط ارتباطًا وثيقًا باللغات الأتراكية الأخرى. والإسلام دين غالبية السكان. تأثرت الثقافة القرغيزية بالثقافات الفارسية والمنغولية والروسية.

## التأثيل

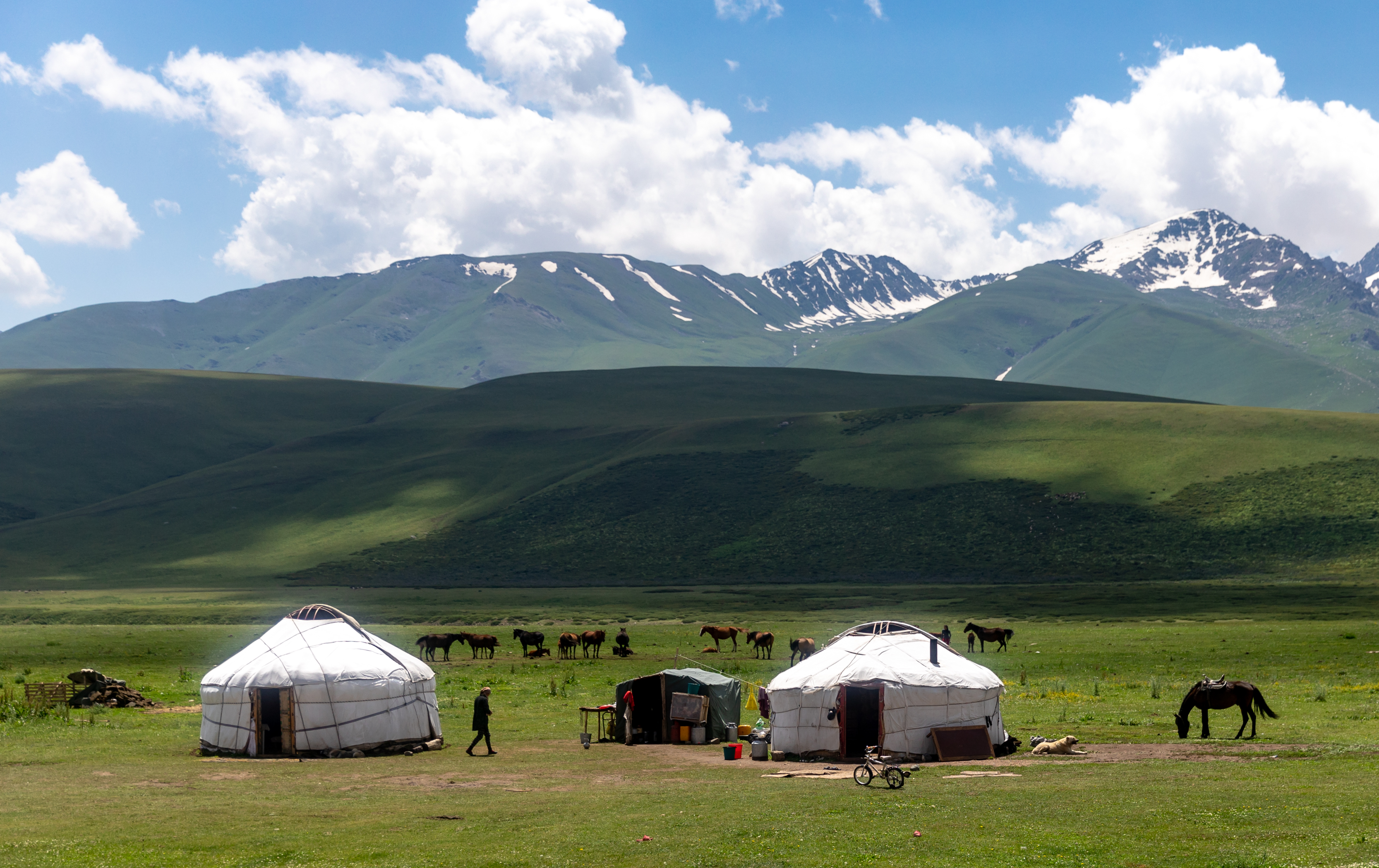
البدو الرحل في قرغيزستان

حول أصل الإثنونية القرغيزية العديد من النظريات. يعتقد أن لفظة «القرغيز» قد استمدت من الكلمة التركية (kırk) «أربعين» مع إضافة iz (لأنها لاحقة الجمع القديمة) إلى آخر الكلمة السابقة، وبصورة حرفية يصبح معناها مجموعة من أربعين قبيلة.، يعني أيضًا «الخالد» أو «المتعذر إخماده» أو «السرمدي» أو «الذي لا يُغلب». فضلا عن ارتباطها الوثيق مع بطل ملحمة مناص، الذي وحّد القبائل الأربعين ضد شعب الخيتان.
يبدو أن الجذر الأصلي للإثنونية كان كلمة كيركون (بالصينية: Tszyan-kun)، والتي تعني ميدان الناس (ويمكن القول أيضا، «ميدان الهون»). هذا الجذر بالإضافة إلى اللحن الصيني المكيف Tse-gu أو (Gekun; Jiankun) يقترحان أن الاسم الإثنوي كان (كيرجوت تلفظ بالجيم المصرية) و/أو (كيرجور تلفظ بالجيم المصرية)، وكلاهما يمكن إرجاعه إلى كيركون. وبحلول زمن الإمبراطورية المغولية، كان معنى كلمة كيركون قد نسي على ما يبدو، وربما أدى ذلك إلى اعتماد لفظ قرغيز وتفسيره الأسطوري.[بحاجة لمصدر]
خلال القرنين الثامن عشر والتاسع عشر، استخدم الكتاب الأوروبيون الشكل الروماني المبكر «كرغيز» – من الروسية المعاصرة (بالروسية: киргизы) – للإشارة ليس فقط إلى القرغيز المعاصرين، ولكن أيضا إلى أقاربهم الشماليين الأكثر عددا، الكازاخ وعندما كان لا بد من التمييز، استُخدمت مصطلحات أكثر تحديداً: كان القرغيز يُعرفون باسم كارا - كرغيز («الكرغيز السود»، من لون خيامهم)، وأطلق على الكازاخ اسم كايساك. أو «كرغيز كازاكز».

## التاريخ

### التاريخ القديم
وصلت الدولة القرغيزية إلى أوج اتساعها بعد تغلبهم على خانات الأويغور سنة 840م، ثم تمددوا بسرعة حتى جبال تيان شان فحافظوا على سيطرتهم على تلك المنطقة لنحو 200 عام.
وفي القرن الثاني عشر بدأت نفوذ القرغيز يتقلص حتى حدود جبال ألطاي وسايان كنتيجة لتمدد المغول. ومع بداية ظهور إمبراطورية المغول في القرن الثالث عشر، هاجر القرغيز جنوبا حتى استولى عليهم جنكيز خان سنة 1207م.
وصف المؤرخون المسلمون والصينيون الأوائل القرغيز ما بين القرنين السابع وحتى الثاني عشر بأنهم ذوو شعر أحمر وجلد أبيض وعيون زرقاء، وتفسٌر تلك الصفات بالإيحاء على الأصول السلافية، وبسبب الهجرات والفتوحات والزواج المختلط، فالعديد من الشعوب التي تقطن وسط وجنوب غرب قرغيزستان هي من نتاج أصول متخالطة، أو فتات نابع من قبائل مختلفة، بالرغم من أنهم يتكلمون لغات متقاربة.

### النفوذ الروسي
دخل الروس منطقة قرغيزستان من منطقة توفا في سيبيريا في القرن الخامس عشر الميلادي. في عام 1876 احتلتها الإمبراطورية الروسية، فثار القرغيز مرات عديدة وهاجر البعض إلى الصين وإلى أفغانستان.
حكم السوفيت المنطقة في 1918، وأسسوا فيها أوبلاست قرة قرغيز المستقل كجزء من الجمهورية الروسية الفدرالية الاشتراكية في 1924. في 1926 أصبحت الجمهورية القرغيزية الفدرالية الاشتراكية. في 5 ديسمبر 1936 أصبحت جمهورية قرغيزستان الاشتراكية السوفيتية إحدى جمهوريات الاتحاد السوفيتي.
في العشرينيات تغير اقتصاد قرغيزستان وثقافتها بسبب التأثير السوفيتي. أسست الحكومة كتابة بالخط العربي للغة القرغيزية في 1924، ثم استعمل الخط اللاتيني بعد 1928، ثم الخط الروسي في 1941.
في أوائل التسعينيات بدأت تغيرات في سياسة قرغيزستان. في أغسطس 1990 وقعت مشاكل بين سكان ولاية أوش الأوزبك والقرغيز طوال شهرين. في أكتوبر فاز الفيزيائي عسكر آكاييف في الانتخابات الرئاسية. في 31 أغسطس 1991، استقلت عن الاتحاد السوفيتي. استمرت رئاسة آكاييف حتى 2005، حين هرب إلى روسيا بعد معارضات وصراعات كبيرة في العاصمة.

### قرغيزستان السوفيتية
بداية تأسيس السلطة السوفيتية في المنطقة كانت عام 1919، حيث أنشئت ولاية كارا كرغيز المستقلة في جمهورية روسيا الاتحادية الاشتراكية السوفيتية (استخدم الروس عبارة كارا-كرغيز حتى منتصف العشرينات من القرن العشرين لتمييزهم عن الكازاخ، الذين تمت إحالتهم أيضًا إلى كرغيز). وفي الخامس من كانون الأول/ ديسمبر عام 1936، تأسست جمهورية قرغيزستان الاشتراكية السوفيتية كجمهورية اتحادية من الاتحاد السوفيتي.
وخلال العشرينات من القرن العشرين، تطورت قرغيزستان تطوراً كبيراً في النواحي الثقافية والتعليمية والاجتماعية. وتحسن الإلمام بالقراءة والكتابة تحسنا كبيرا، وأدخلت لغة أدبية موحدة بفرض اللغة الروسية على السكان. وكانت التنمية الاقتصادية والاجتماعية ملحوظة أيضا. أُبقي على العديد من جوانب الثقافة الوطنية القرغيزية على الرغم من قمع النشاط القومي في عهد جوزيف ستالين.
ولم يكن للسنوات الأولى من سياسة الانفتاح والشفافية في أنشطة جميع المؤسسات الحكومية (الغلاسنوست) تأثيرُ يذكر على المناخ السياسي في قرغيزستان. ومع ذلك، سُمح للصحافة في الجمهورية أن تتبنى موقفاً أكثر تحرراً وأن تؤسس منشوراً جديداً بعنوان «ليتراتيرني كرغيزستان» من قبل اتحاد الكتاب. وكانت الجماعات السياسية غير الرسمية ممنوعة، ولكن سُمح لعدة جماعات ظهرت في عام 1989 للتعامل مع أزمة الإسكان الحادة بالعمل.
ووفقا لآخر تعداد سوفيتي في عام 1989، شكل عرق القرغيز ما يعادل 22٪ فقط من سكان مدينة فرونزي الشمالية (بيشكيك الآن)، في حين أن أكثر من 60٪ من السكان كانوا من الروس والأوكرانيين ومن الدول السلافية الأخرى. كان ما يقرب من 10٪ من سكان العاصمة يهودًا (وهي حقيقة فريدة من نوعها، لأي مكان تقريبًا في الاتحاد السوفيتي، باستثناء منطقة الحكم الذاتي اليهودية).

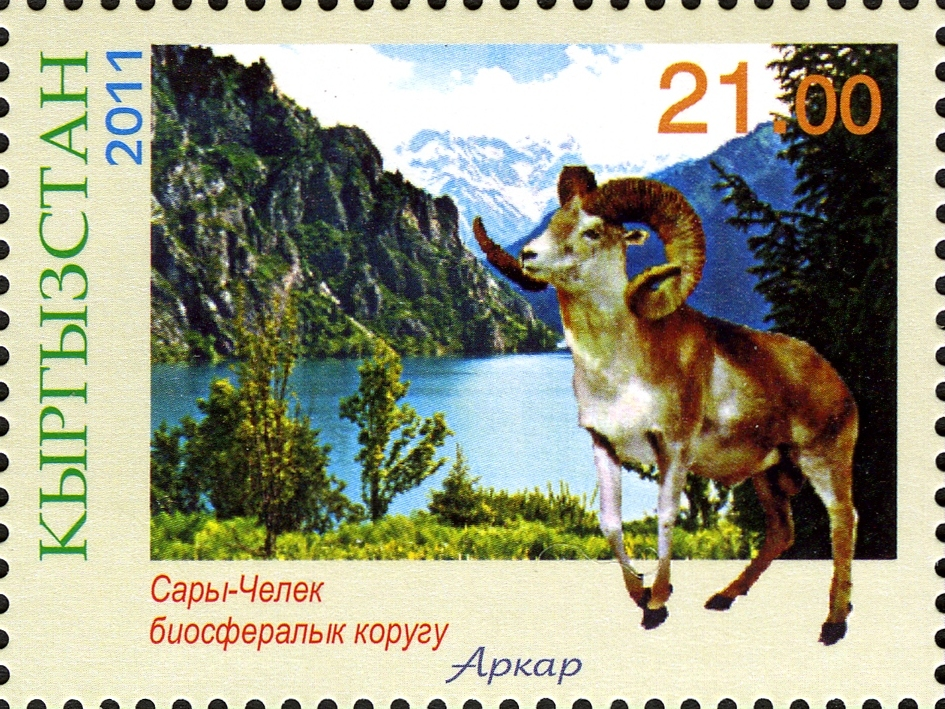
أغنام الأوريال على طابع من قرغيزستان

وفي حزيران/يونيو 1990، ظهرت توترات عرقية بين الأوزبك والقرغيز في إقليم أوش (جنوب قرغيزستان)، حيث يشكل الأوزبكيون أقلية هناك. حيث أدت المحاولات الرامية إلى الاستيلاء على المزارع الجماعية الأوزبكية إلى اندلاع أعمال الشغب في أوش. أُعلنت حالة الطوارئ وفرض حظر التجول، وانتُخب عسكر آكاييف، وهو أصغر خمسة أبناء لأسرة من عمال المزارع الجماعية (في شمال قرغيزستان)، رئيساً في تشرين الأول/أكتوبر من العام نفسه.
وبحلول ذلك الوقت، كانت الحركة الديمقراطية في قرغيزستان قد تطورت لتصبح قوة سياسية كبيرة بدعم من البرلمان. وفي 15 كانون الأول/ديسمبر 1990، صوت مجلس السوفيت الأعلى على تغيير اسم الجمهورية إلى جمهورية قرغيزستان. وفي كانون الثاني/يناير التالي، استحدث آكاييف هياكل حكومية جديدة و عَيّن حكومة جديدة تتكون أساسا من سياسيين أصغر سنا ذوو اتجاهات إصلاحية. وفي شباط/فبراير 1991، عاد اسم العاصمة فرونزي إلى ما كان عليه سابقا بيشكيك.
وعلى الرغم من التحركات السياسية التي تطالب بالاستقلال، كان قد بدا أن الحقائق الاقتصادية تعمل ضد الانفصال عن الاتحاد السوفيتي. وفي استفتاء أجري للحفاظ على الاتحاد السوفيتي في مارس 1991، وافق 88.7٪ من الناخبين على اقتراح الإبقاء على الاتحاد السوفيتي «اتحادًا متجددًا». ومع ذلك، حصلت القوى الانفصالية على استقلال قرغيزستان في آب/أغسطس من نفس العام.
وفي 19 آب/أغسطس 1991، وعندما تولت لجنة الطوارئ الحكومية السلطة في موسكو، كان لعزل آكاييف في قرغيزستان محاولة. وبعد فشل الانقلاب في الأسبوع التالي أعلن آكاييف ونائب الرئيس الألماني كوزنيتسوف استقالتهما من الحزب الشيوعي للاتحاد السوفيتي واستقال أعضاء كل من المكتب والأمانة كاملًا. وأعقب ذلك تصويت مجلس السوفيت الأعلى الذي أعلن الاستقلال عن الاتحاد السوفيتي في 31 آب/أغسطس 1991 بوصفه جمهورية قرغيزستان.

### الاستقلال
في أكتوبر 1991، ترشح أكاييف دون معارضة وانتخب رئيسًا للجمهورية المستقلة الجديدة بالاقتراع المباشر، وحصل على 95 بالمئة من الأصوات المُدلى بها. جنبًا إلى جنب مع ممثلي سبع جمهوريات أخرى في نفس الشهر، وقع معاهدة المجموعة الاقتصادية الجديدة. أخيرًا، في 21 ديسمبر 1991، انضمت قرغيزستان إلى جمهوريات آسيا الوسطى الأربع الأخرى للانضمام رسميًا إلى كومنولث الدول المستقلة الجديدة. حصلت قرغيزستان على استقلالها الكامل بعد بضعة أيام في 25 ديسمبر 1991. وفي اليوم التالي، في 26 ديسمبر 1991، لم يعد الاتحاد السوفيتي موجودًا. في عام 1992، انضمت قرغيزستان إلى الأمم المتحدة ومنظمة الأمن والتعاون في أوروبا. في 5 مايو 1993، تغيّر الاسم الرسمي من جمهورية قرغيزستان إلى الجمهورية القرغيزية.
في عام 2005، اندلعت انتفاضة شعبية عُرفت باسم ثورة التوليب، بعد الانتخابات البرلمانية في مارس 2005، وأجبرت الرئيس عسكر أكاييف على الاستقالة في 4 أبريل 2005. وشكّل زعماء المعارضة ائتلافًا، وشكلت حكومة جديدة برئاسة كرمان بك باكييف ورئيس الوزراء فيليكس كولوف. تعرضت عاصمة الأمة للنهب خلال الاحتجاجات.
ومع ذلك، بدا الاستقرار السياسي بعيد المنال، إذ تناور العديد من الجماعات والفصائل المرتبطة بالجريمة المنظمة على السلطة. اغتيل ثلاثة من أعضاء البرلمان الخمسة والسبعون المنتخبين في مارس 2005، واغتيل عضو آخر في 10 مايو 2006 بعد وقت قصير من فوزه بمقعد شقيقه المقتول في انتخابات فرعية. يشتهر الأربعة جميعًا بأنهم متورطون تورطًا مباشرًا في مشاريع تجارية غير مشروعة كبرى. في 6 أبريل 2010، اندلعت الاضطرابات المدنية في مدينة تالاس بعد مظاهرة ضد الفساد الحكومي وزيادة نفقات المعيشة. أصبحت الاحتجاجات عنيفة، وامتدت إلى بيشكيك في اليوم التالي. هاجم المتظاهرون مكاتب الرئيس باكييف، وكذلك محطات الإذاعة والتلفزيون التي تديرها الدولة. ووردت أنباء متضاربة عن تعرض وزير الداخلية مولدوموسا كونغاتييف للضرب. في 7 أبريل 2010، فرض الرئيس باكييف حالة الطوارئ. اعتقلت الشرطة والاستخبارات العديد من قادة المعارضة. ردًا على ذلك، سيطر المتظاهرون على مقر الأمن الداخلي (مقر كي جي بي السابق) وعلى قناة تلفزيونية حكومية في العاصمة بيشكيك. وأشارت تقارير مسؤولي حكومة قرغيزستان إلى مقتل ما لا يقل عن 75 شخصًا وإدخال 458 إلى المستشفى في اشتباكات دامية مع الشرطة في العاصمة. تقول التقارير إن 80 شخصًا على الأقل لقوا مصرعهم نتيجة الاشتباكات مع الشرطة. سيطرت حكومة انتقالية بقيادة وزيرة الخارجية السابقة روزا أوتونباييفا، بحلول 8 أبريل 2010، على وسائل الإعلام الحكومية والمرافق الحكومية في العاصمة، لكن باكييف لم يستقل من منصبه.
عاد الرئيس باكييف إلى منزله في جلال أباد وأعلن شروط استقالته في مؤتمر صحفي في 13 أبريل 2010. في 15 أبريل 2010، غادر باكييف البلاد وتوجه إلى كازاخستان المجاورة مع زوجته وطفليه. أعلن قادة البلاد المؤقتون أن باكييف وقّع على خطاب استقالة رسمي قبل مغادرته.
واتهم رئيس الوزراء دانيار أوسينوف روسيا بدعم الاحتجاجات. نفى رئيس الوزراء الروسي فلاديمير بوتين هذا الاتهام. ودعا أعضاء المعارضة إلى إغلاق قاعدة ماناس الجوية التي تسيطر عليها الولايات المتحدة. أمر الرئيس الروسي دميتري ميدفيديف بإجراءات لضمان سلامة المواطنين الروس وتشديد الأمن حول المواقع الروسية في قرغيزستان لحمايتهم من الهجمات المحتملة.
وقعت الاشتباكات العرقية في جنوب قرغيزستان عام 2010 بين المجموعتين العرقيتين الرئيسيتين -الأوزبك والقرغيز- في أوش، ثاني أكبر مدن البلاد، في 11 يونيو 2010. وأثارت الاشتباكات مخاوف من أن البلاد قد تتجه نحو حرب أهلية.
بعد أن وجد صعوبة في السيطرة على الوضع، أرسل أوتونباييفا، الزعيم المؤقت، خطابًا إلى الرئيس الروسي، ديميتري ميدفيديف، يطلب منه إرسال قوات روسية لمساعدة البلاد في السيطرة على الوضع. وقالت الملحق الصحفي لميدفيديف، ناتاليا تيماكوفا، في رد على الرسالة، «إنه صراع داخلي، وفي الوقت الحالي لا ترى روسيا شروطًا للمشاركة في حلها». تسببت الاشتباكات في نقص الغذاء والسلع الأساسية الأخرى مع مقتل أكثر من 200 شخص وإصابة 1685 شخصًا، اعتبارًا من 12 يونيو 2010. ومع ذلك، قالت الحكومة الروسية إنها سترسل مساعدات إنسانية إلى الدولة المضطربة.
وبحسب مصادر محلية، اندلع اشتباك بين عصابتين محليتين ولم يمضِ وقت طويل حتى امتد العنف إلى باقي أنحاء المدينة. ووردت أنباء عن أن القوات المسلحة دعمت دخول عصابات عرقية قرغيزية إلى المدينة، لكن الحكومة نفت هذه المزاعم.
امتدت أعمال الشغب إلى المناطق المجاورة، وأعلنت الحكومة حالة الطوارئ في منطقة جلال أباد الجنوبية بأكملها. للسيطرة على الوضع، أعطت الحكومة المؤقتة صلاحيات خاصة لإطلاق النار للقتل لقوات الأمن. قررت الحكومة الروسية إرسال كتيبة إلى البلاد لحماية المنشآت الروسية.
واتهمت أوتونباييفا عائلة باكييف بالتحريض على أعمال الشغب. ونقلت وكالة فرانس برس أن غطاء من الدخان يغطي المدينة بأكملها. وقالت السلطات في أوزبكستان المجاورة إن 30 ألف أوزبكي على الأقل عبروا الحدود هربًا من أعمال الشغب. أصبحت مدينة أوش هادئة نسبيًا في 14 يونيو 2010، لكن جلال أباد شهد حوادث متفرقة من الحرق المتعمد. كانت المنطقة بأكملها ما تزال تحت حالة الطوارئ حيث كان الأوزبك مترددين في مغادرة منازلهم خوفًا من هجمات الغوغاء. وقررت الأمم المتحدة إرسال مبعوث لتقييم الوضع.
قال تيمير سارييف، نائب رئيس الحكومة المؤقتة، أن اشتباكات محلية كانت، وأنه ليس من الممكن [للحكومة] السيطرة على الوضع سيطرة كاملة. وأضاف أنه لم تكن القوات الأمنية كافية لاحتواء العنف. ذكرت وكالات إعلامية في 14 يونيو 2010 أن الحكومة الروسية كانت تدرس طلبًا قدمته حكومة قرغيزستان. وعقد اجتماع طارئ لمنظمة معاهدة الأمن الجماعي في نفس اليوم (14 يونيو) لمناقشة الدور الذي يمكن أن تلعبه في المساعدة على إنهاء العنف. تضاءل العنف العرقي، وفقًا للحكومة القرغيزية، بحلول 15 يونيو 2010 وعقدت الرئيسة القرغيزية روزا أوتونباييفا مؤتمرًا صحفيًا في ذلك اليوم وأعلن أنه لا حاجة لروسيا لإرسال قوات لقمع العنف. كان ما لا يقل عن 170 قتيلاً بحلول 15 يونيو 2010، لكن باسكال ميج فاغنر من اللجنة الدولية للصليب الأحمر قال إن عدد القتلى [الرسمي] كان أقل من الواقع. وصرح المفوض السامي للأمم المتحدة للصحفيين في جنيف بأن الأدلة تشير إلى أن العنف بدا وكأنه قد جرى تصعيده. هدد الأوزبك العرقيون بتفجير مستودع نفط في أوش إذا فشلوا في الحصول على ضمانات بالحماية. وقالت الامم المتحدة انها تعتقد ان الهجمات مدبرة ومستهدفة ومخطط لها جيدًا. وقال مسؤولون قرغيزيون لوسائل الإعلام إنه اعتُقل شخص يشتبه في أنه وراء أعمال العنف في جلال أباد.
في 2 أغسطس 2010، بدأت لجنة حكومية قرغيزية التحقيق في أسباب الاشتباكات. التقى أعضاء اللجنة الوطنية، بقيادة رئيس البرلمان السابق عبديجاني إركيباييف، بأشخاص من قرى ذات الأغلبية الأوزبكية في مادي، شارك، وكيزيل كيشتاك في منطقة كارا-سو في أوبلاست أوش. أنشِئت هذه اللجنة الوطنية، التي تضم ممثلين عن العديد من المجموعات العرقية، بموجب مرسوم رئاسي.

### انقلاب قرغيزستان 2010
هو عبارة عن سلسلة من العصيان المدني التي نشأت في العديد من مدن قرغيزستان، السبب الرئيسي لهذه الاحتجاجات هو الاستياء الشعبي من الرئيس القرغيزي كرمان بك باكييف، وذلك لأنه كان يمارس سياسة الحد من الحريات الاقتصادية والديمقراطية، حيث قام المتظاهرون بالانقلاب على الحكومة القرغيزية في مدينة تالاسيوم 6 أبريل و7 أبريل من سنة 2010 بعد أن سيطرت الشرطة القرغيزية على العاصمة بشكيك، وقد أُكّد 74 قتيلا وإصابة 500 شخص في هذا الانقلاب.
في مساء يوم 7 أبريل 2010 وصل خبر أن الرئيس القرغيزي المخلوع كرمان بك باكييف قد فرّ إلى مدينة أوش القرغيزية، والتي يجري تنظيمها لمقاومة الحكومة الانقلابية الجديدة، حيث قام زعماء المعارضة في قرغيزستان والتي سيطرت على العاصمة بشكيك بتشكيل حكومة انتقالية برئاسة روزا أوتونباييفا والتي تسيطر على كامل البلاد تقريبا باستثناء محافظات أوش وجلال آباد التي كانت تحت سيطرة الرئيس القرغيزي المخلوع كرمان بك باكييف.
وكان باكييف قد عرض على المعارضة التي أطاحت به أن يقدم استقالته مقابل ضمان سلامته وسلامة أقاربه، غير أن رئيسة الحكومة المؤقتة روزا أوتونباييفا قالت إنه: «يجب أن يحاكم للاشتباه في دوره بقتل عشرات من المتظاهرين».
لكن في النهاية تمكن الرئيس كرمان بك باكييف من الخروج من مدينة أوش إلى جمهورية كازاخستان المجاورة بعد وساطات قام بها روؤساء كل من أمريكا وروسيا وكازاخستان.
فيما ألقت السلطات في قرغيزستان على وزير الدفاع السابق في مطار مدينة جلال آباد أثناء توديعه للرئيس كرمان بك باكييف.

## الجغرافيا

### الموقع
توجد جمهورية قرغيزيا في الجزء الشرقي من آسيا الوسطى. تشترك حدودها الشرقية مع إقليم تركستان الشرقية، وهو حالياً يتبع جمهورية الصين الشعبية. وتحد قرغيزيا من الشمال جمهورية كازاخستان، ومن الغرب جمهورية أوزبكستان، ومن الجنوب الغربي جمهورية طاجيكستان وتحيط بكل حدود قرغيزيا بلدان ذات غالبية إسلامية.

### الأرض
أرض قرغيزيا جبلية في مجملها. تتكون من هضبة عالية تضم في شمالها سلاسل جبلية تمثل القسم الغربي من جبال تيان شان. وتضم في الجنوب جبال ألاس (ألايسكي) والتي ترتفع إلى أكثر من سبعة آلاف متر (7134) والقسم الأوسط من قرغيزيا سهل ينفتح في الغرب على سهول وسط آسيا. ويضم هذا القسم مجموعة من الوديان النهرية. مثل وادي نارين ووادي نار. وتكون هذه الوديان مجموعة من البحيرات. ويشكل هذا النظام وادي فرغانة، صاحب الشهرة التاريخية في الفتوح الإسلامية لهذه البلاد. والمجموعة المائية تلك جزء من الروافد العليا لنهر سيحون (سرداريا). وهناك بحيرة كبيرة في الشمال اسمها «إيسيك كول».

### المناخ
مناخ قرغيزيا قاري متطرف تعتريه التقلبات. بارد فوق المرتفعات تغطي الثلوج الدائمة قممها العالية. دافئ في المناطق السهلية الوسطى حيث تشكل الجبال حماية طبيعية لها. وهذا أحد أسباب تجمع المهاجرين الروس بهذا السهل. وقد ارتفعت نسبتهم إلى ثلث سكان قرغيزيا. والأمطار الساقطة على الإقليم متوسطة. وتكفى لنمو الغابات وحشائش الاستبس في بعض مناطق قرغيزيا.

### التقسيمات الإدارية

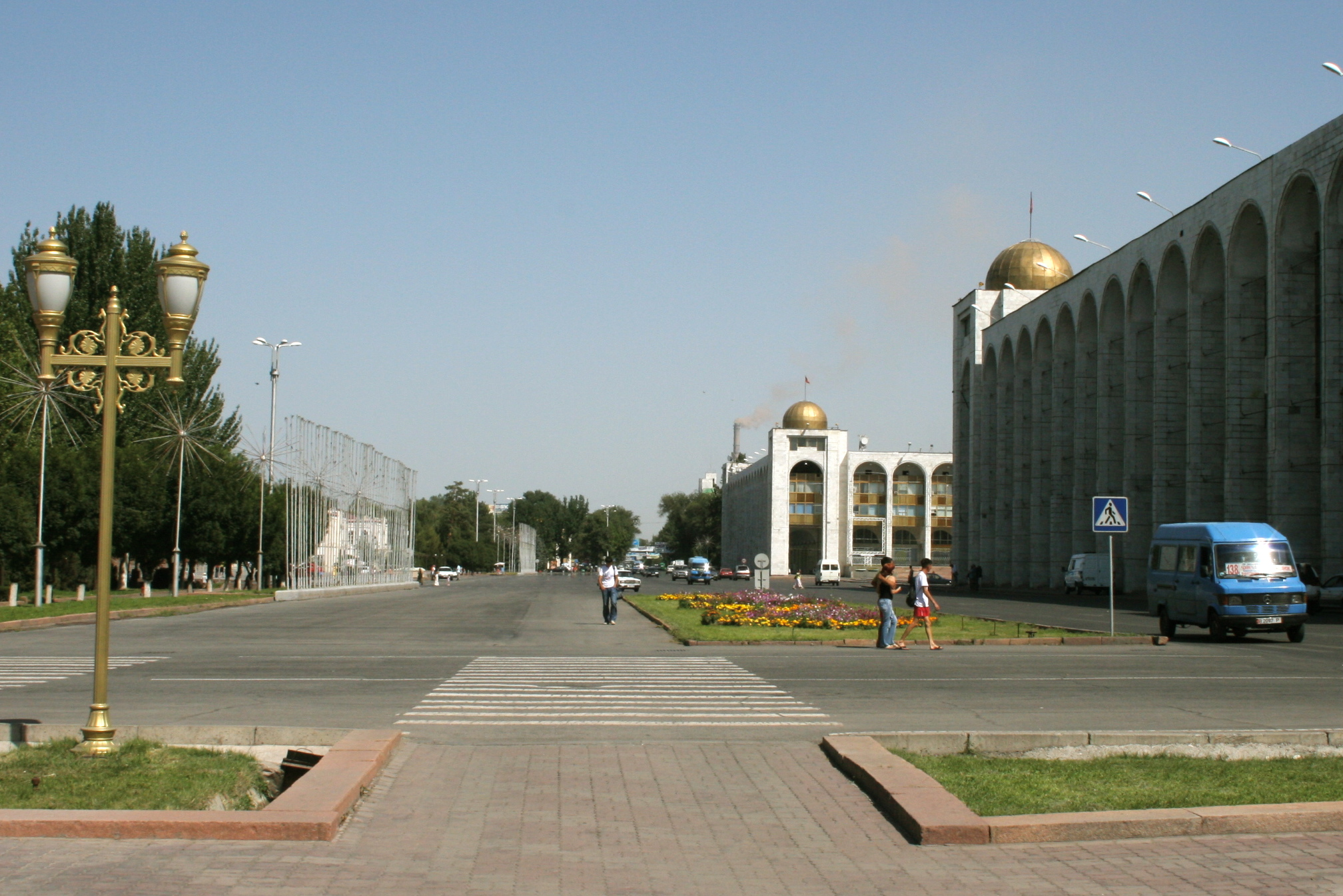
صورة لوسط العاصمة بشكيك

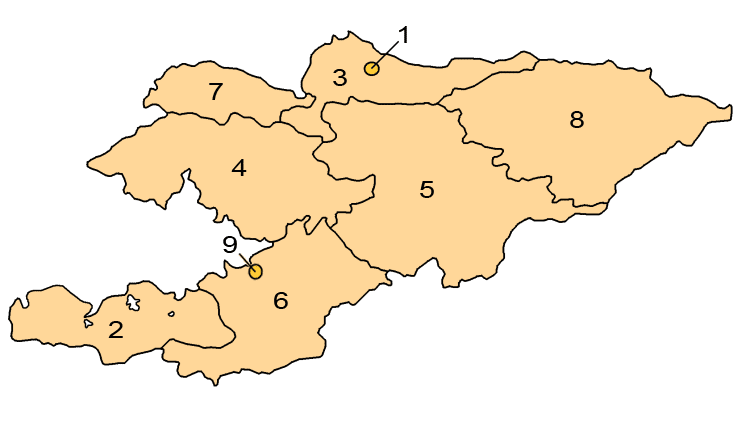
محافظات قرغيزستان

تنقسم قرغيزستان إلى سبعة محافظات تسمى أوبلاستاري (أوبلاستي بصيغة المفرد)، بالإضافة إلى العاصمة بشكيك ذات تصنيف خاص يسمى شاري.
عموما كل محافظة تحمل نفس اسم عاصمة المنطقة (ما عدا واحدة)، والتقسيم هو كالآتي:
- مدينة بشكيك
- مقاطعة باتكين
- محافظة تشوي
- مقاطعة جلال أباد
- مقاطعة نارين
- مقاطعة أوش
- مقاطعة طلاس
- مقاطعة ايسيك كول
- مدينة أوش

كل محافظة بدورها تنقسم إلى مناطق (رايونات) يترأسهم مسؤولون معينون من طرف الحكومة المركزية. بالإضافة إلى دائرة ريفية والتي تسمى أييل أكموتو وهي أكثر بقليل من عشرين دائرة ريفية فلهم مسؤولون ونواب معينون من طرف المجتمعات بذاتها.

## السكان

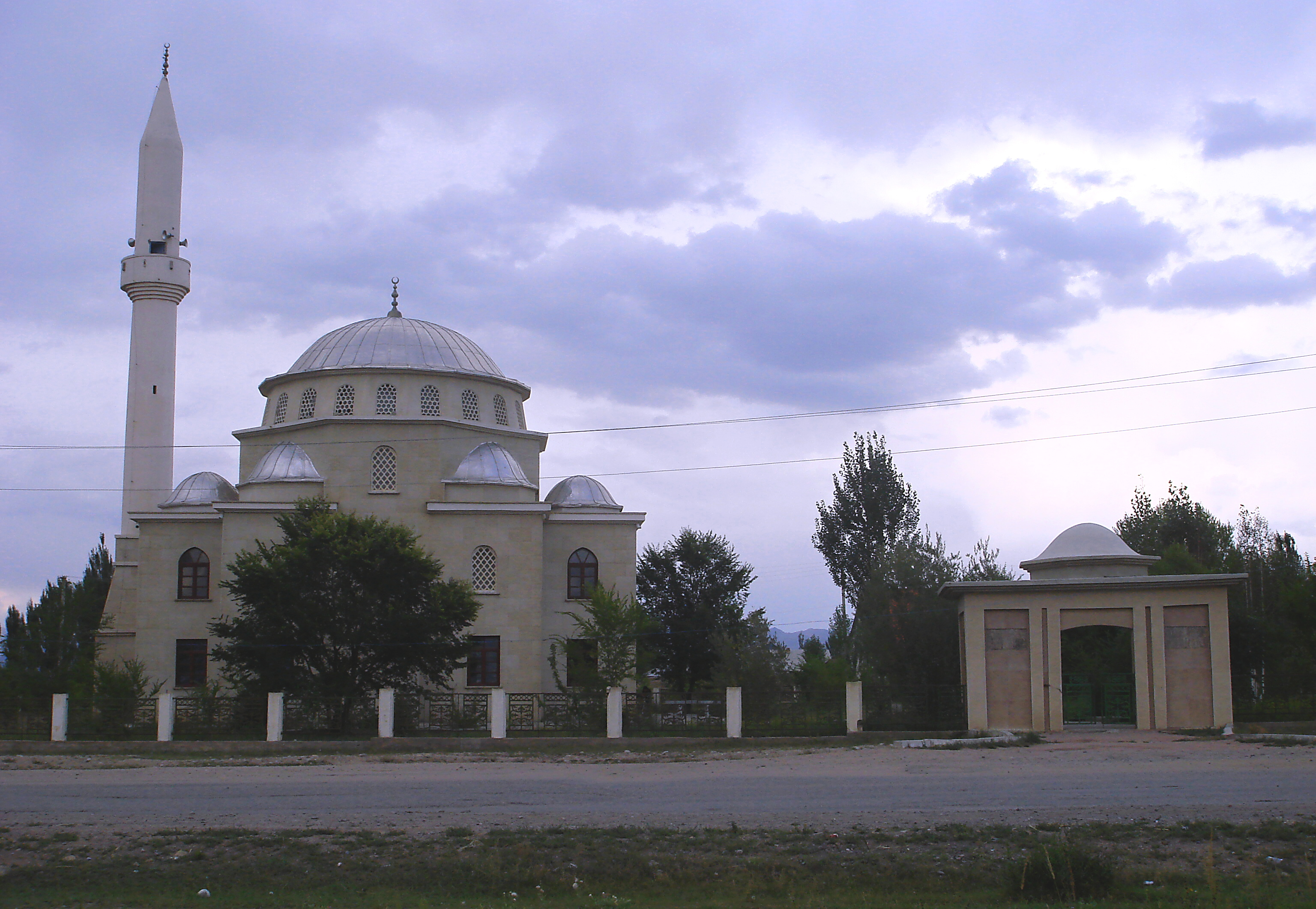
مسجد كوشكور أتا، بمنطقة نارين

### الإثنيات والدين
عدد سكان البلاد 5 ملايين (2007). 57% منهم قرغيز، 5.5% منهم أوزبك (أكثرهم في الجنوب)، 0.9% منهم روس (أكثرهم في الشمال). إلى جانب أقلية من التتار. الشمال أغنى من الجنوب. عمر 34.4% من الشعب أقل من 15 سنة. وتعود أصول القرغيز والأوزبك إلى قبائل تركية.
وقد تناقص عدد المسلمين نتيجة تهجير القرغيز إلى سيبيريا، وبسبب المجاعات والاضطهاد الذي تعرضوا له قبل الحرب العالمية الثانية. و 80% من القرغيز هم من المسلمين السنة ويتبعون المذهب الحنفي، و 18% يتبعون الكنيسة الأرثوذكسية الروسية و 2% أتباع ديانات أخرى.

### اللغة
قرغيزستان هي الوحيدة إلى جانب كازاخستان من الجمهوريات السوفيتية السابقة في آسيا الوسطى التي تحتفظ بالروسية كلغة رسمية. وأضافت اللغة القرغيزية لتصبح اللغة رسميا في أيلول/سبتمبر 1991. وذلك في محاولة لجذب الروس لعدم هجرتهم من الدولة المستقلة حديثا. تنتمي اللغة القرغيزية إلى مجموعة اللغات التركية وكانت مكتوبة بحروف الأبجدية العربية حتى القرن العشرين. فحلت محلها الأبجدية اللاتينية التي اعتمدت في عام 1928، وحلت محلها في وقت لاحق الأبجدية السريلية في عام 1941. عمومًا، يفهم الناس اللغة الروسية في جميع أنحاء البلاد، باستثناء بعض المناطق الجبلية. الروسية هي اللغة الأم لغالبية سكان بيشكيك، وتحصل معظم الأعمال التجارية والشؤون السياسية بهذه اللغة. حتى وقت الحاضر، ظلت القرغيزية لغة محكية في المنازل، وكانت نادرا ما تستخدم أثناء الاجتماعات أو غيرها من الأحداث. ومع ذلك، تجري معظم الجلسات البرلمانية اليوم بالقرغيزية، مع ترجمة فورية متاحة لأولئك غير الناطقين بها.

## النشاط البشري

### الزراعة
تتمتّع جمهورية قرغيزيا بثرواث زراعية ورعوية ومعدنية جيدة. وأهم المحصولات الزراعية القمح والذرة والأرز وتنتج من القطن أكثر من نصف مليون طن. ونحو طن من الشمندر السكري. أما ثرواتها الزراعية فتُقدّر بعشرة ملايين رأس من الأغنام والماشية. وإلى جانب هذا توجد ثروة معدنية تتمثّل في الفحم (4 ملايين طن) وقليل من النفط.

## الاقتصاد

### المصرف
وعلى الرغم من دعم المقرضين في الدول الغربية الكبرى، بما في ذلك صندوق النقد الدولي، والبنك الدولي ومصرف التنمية الآسيوي، ففي البداية واجهت قرغيزستان العديد من الصعوبات الاقتصادية بعد الاستقلال. كان ذلك نتيجة لتفكك الاتحاد السوفيتي والتفكك التجاري مما أدى فقدان الأسواق، مما حال دون تحوّل الجمهورية إلى اقتصاد السوق الحرة.

### التجارة
وقد خفضت الحكومة النفقات، وانتهت معظم الإعانات وعرض سعر الضريبة على القيمة المضافة. وعموما، يبدو أن الحكومة ملتزمة بالانتقال إلى اقتصاد السوق. من خلال تحقيق الاستقرار الاقتصادي والإصلاح، الذي تسعى الحكومة لوضع نمط ثابت للنمو وطويل الأمد. أدت الإصلاحات لانضمام قرغيزستان إلى منظمة التجارة العالمية) في 20 كانون الأول 1998.

### العلوم والتكنولوجيا
يقع المقر الرئيسي لأكاديمية العلوم القرغيزية في بيشكيك، حيث توجد العديد من معاهد البحوث. ويعمل الباحثون القرغيزيون على تطوير تقنيات مفيدة تعتمد على المنتجات الطبيعية، مثل معالجة المعادن الثقيلة لتنقية مياه الصرف الصحي. حلّت قرغيزستان في المرتبة 106 في مؤشر الابتكار العالمي عام 2023، متراجعةً من المركز 90 عام 2019، ثم ما لبثت أن تقدمت للمركز 99 في مؤشر عام 2024.

## الثقافة

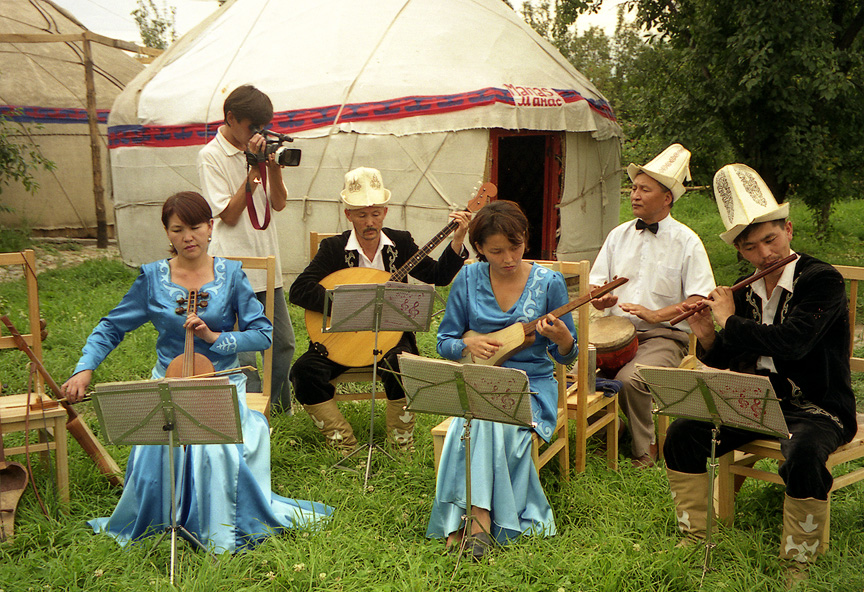
موسيقيون يعزفون الموسيقى القرغيزية التقليدية

كان القرغيز التقليدي ما يمكن نقلها في الرحيل: الشعر والسجادة. أشهر قصائد القرغيز «مناص»، قصيدة ملحمية طويلة جدا يحكي حروب بين مناص وأبنائه وقبائل الأويغور في القرن التاسع الميلادي.

### الأعياد والعطلات الرسمية
| تاريخ العطلة أو العيد | اسم العطلة أو العيد                | اسم العطلة أو العيد بالروسية | ملاحظات                                                   |
| --------------------- | ---------------------------------- | ---------------------------- | --------------------------------------------------------- |
| 1 يناير               | رأس السنة الميلادية                | Жаңы жыл                     |                                                           |
| 8 مارس                | اليوم العالمي لحقوق المرأة         | ~                            | ~                                                         |
| 21 مارس               | نوروز                              | Нооруз                       | احتفال برأس السنة الفارسية خاصة في آسيا الوسطى            |
| 1 مايو                | اليوم العالمي للعمل                | ~                            | ~                                                         |
| 5 مايو                | يوم الدستور                        | День конституции             | احياء ذكرى إقرار دستور البلاد                             |
| 9 مايو                | عيد النصر (الحرب العالمية الثانية) | ~                            | ~                                                         |
| 31 أغسطس              | العيد الوطني                       | Эркин күнү                   | إحياء ذكرى الانتخابات التي أدّت إلى استقلال البلاد في 1991 |

الرياضة
الرياضة الأكثر شعبية في قرغيزستان هي كرة القدم حيث وصل منتخب قرغيزستان لكرة القدم لأول مرة في تاريخه إلى بطولة كأس آسيا وذلك في بطولة عام 2019 في الإمارات في المجموعة الثالثة مع منتخبات الصين وكوريا الجنوبية والفليبين وأخذ المركز الثالث برصيد ثلاث نقاط وتأهل إلى دور ال16 من البطولة لكنه خسر من الإمارات بنتيجة 3-2 بعدما انتهت المباراة بنتيجة 2-2 ويعد هذا أكبر إنجاز تاريخي لكرة القدم في قرغيزستان وتلعب الأندية الكبرى لكرة القدم في قرغيزستان في الدوريات والمسابقات الكبرى هناك وعادة ما تتأهل الأندية القرغيزية إلى كأس الاتحاد الآسيوي لكنها عادة ما تخرج في دور المجموعات وتلعب رياضات أخرى في الدولة مثل الكريكيت والهوكي وكرة السلة والمصارعة وغيرها من الرياضات الوطنية.

## وصلات خارجية
- بي بي سي